# ۴٫۱ مایل
۴٫۱ مایل (انگلیسی: 4.1 Miles) فیلمی کوتاه در گونه مستند و به کارگردانی دافنه ماتزیاراکی است که در ۲۰۱۶ منتشر شده است. این فیلم درباره کاپیتانی از گارد ساحلی است که از جزیره‌ای در یونان، مسئول نجات جان هزاران مهاجری است که طی بحران مهاجرتی اروپا، قصد عبور از دریای اژه را دارند.

## انتشار
فیلم اولین بار در سپتامبر ۲۰۱۶ و در انجمن بخش سردبیری روزنامه نیویورک تایمز که به فیلم‌های مستند کوتاه مربوط است، نمایش داده شد.

## جوایز
- ۲۰۱۷: جایزه اسکار–جایزه اسکار بهترین فیلم مستند–نامزد.[۴]